# Jacques-Antoine de Maisod
Jacques-Antoine de Maisod (ou Maizod), né en 1624 dans le comté de Bourgogne et mort le 13 mai  1712  à Maisod, est un des chefs militaires comtois lors de la conquête française de la Franche-Comté. Il est connu pour avoir attaqué les français à Orgelet en 1674 et pour leur avoir résisté plusieurs mois dans le Haut-Jura à la manière de Lacuzon. De Maizod est considéré comme l'un des plus zélés défenseurs de la Franche-Comté espagnole du conflit.

## Biographie
Jacques-Antoine de Maisod naît dans une très ancienne famille noble d'origine chevaleresque. En 1672, il hérite de son père de la seigneurie de Maizod . Au démarrage de la guerre avec la France en octobre 1673, il est colonel d'un tercio de 600 hommes et responsable du secteur du sud du bailliage d'Aval, de Lons le Saunier à Saint-Claude et d'Orgelet à la frontière suisse. Le 27 février 1674 il sollicite déjà auprès du magistrat de Moirans des renforts, car des français sont signalés tout près du secteur.
Le 13 mars 1674, les troupes français s'emparent d'Orgelet qui tombe après une résistance symbolique. Saint-Claude se trouve à présent directement menacée et de Maisod insiste auprès des autorités de Saint-Claude pour reprendre la ville d'Orgelet et sécuriser ainsi le secteur. D'abord réticentes, les autorités finissent par accepter l'offensive de Maizod qui ne prendra que 400 hommes sur les 600 disponibles. Avec la complicité des bourgeois d'Orgelet, il parvient à rentrer dans la ville et un farouche combat de rue qui durera deux jours, s'engage. Le lendemain en fin de journée, de puissants renforts français commandés par le Vicomte d'Aspremont, sont en vue alors que la ville était proche d'être conquise. Les comtois évacuent la ville et battent en retraite dans une foret adjacente. De là, ils y attendent les français qui les poursuivent dès le lendemain. Ces derniers tombent alors dans une embuscade, perdant beaucoup d'hommes et surtout: le contrôle du secteur d'Orgelet.

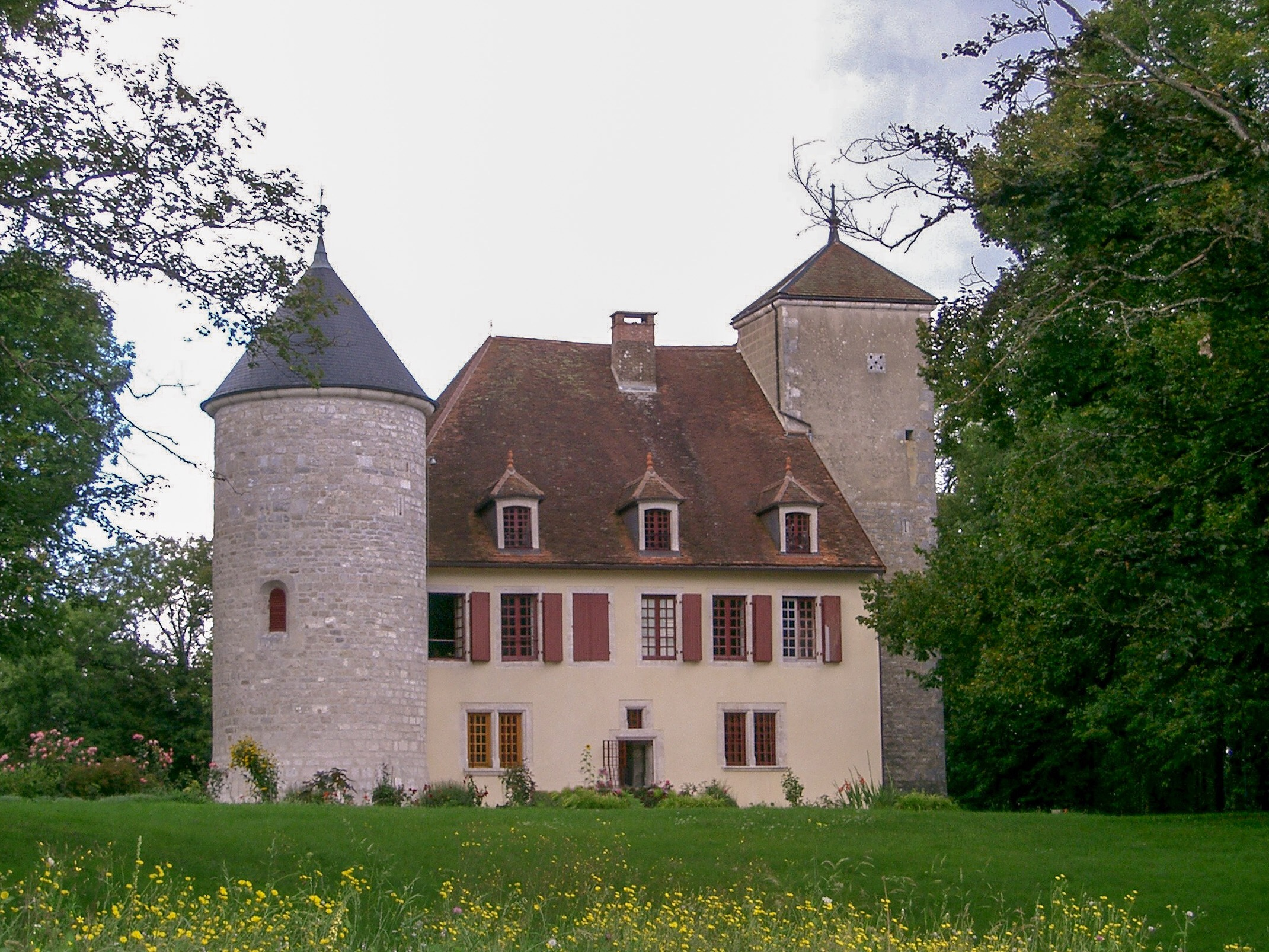
Château de Maizod

Pendant presque 3 mois, de Maisod, qui va conserver le contrôle des forêts et montagnes du Jura, va harceler les troupes françaises leur infligeant de nombreuses pertes et saper leur moral. Les populations locales, galvanisées par ses succès, le rejoignent de partout, si bien qu'il compense largement les pertes en hommes lors de la bataille d'Orgelet. Malgré cela, le rapport de force devient progressivement impossible pour les comtois. Le vicomte d''Aspremont à la tête de 1500 hommes et de l'artillerie  parvient à se frayer un chemin vers Saint-Claude qui, découragé par les événements, capitule le 2 juillet: le sud-Jura est conquis.
A la fin du conflit, De Maisod se retire sur ses terres au château de Maisod où il finira ses jours le 13 mai 1712. Il participe néanmoins jusqu'à sa mort à la vie locale et contribue à la reconstruction de la chapelle de son village en 1693. Sa lignée disparaît à sa mort: il n'a qu'une fille, son mari hérite de la seigneurie. Sa femme Jeanne Françoise de Marnix meurt le 20 décembre 1683 apparemment à Crillat dans la maison de ses parents.

## Postérité
Le colonel de Maisod fut par la suite largement oublié par l'historiographie comtoise au profit d'autres chefs au rôle pourtant moins significatif sur ce conflit, comme Lacuzon. Désiré Monnier dans son Annuaire du Jura pour 1848, qualifie le colonel comtois comme l'un des plus zélés défenseurs de la Franche-Comté espagnole.